# Club Deportivo Hispano Americano
El Club Deportivo Hispano Americano es una institución deportiva ubicada en la ciudad de Río Gallegos, provincia de Santa Cruz, fundada el 17 de diciembre de 1925. Su actividad más destacada a nivel nacional es el básquetbol, mientras que también se práctica el fútbol, la natación y el hockey pista.
En junio de 2016 logra su mayor hito deportivo al consagrarse campeón del Torneo Nacional de Ascenso y lograr un ascenso a la máxima categoría del baloncesto argentino, la Liga Nacional de Básquet, convirtiéndose así en el equipo más austral del mundo en una división de máxima categoría hasta esa fecha.
En materia futbolística, el club está afiliado a la Liga de Fútbol Sur de Santa Cruz, entidad de la que supo proclamarse campeón en reiteradas oportunidades, llegando a tener participaciones a nivel nacional. Su logro más importante, fue la clasificación al Torneo Regional 1975.
Su clásico rival es la Asociación Atlético Boxing Club, equipo contra el cual disputa el Clasico Santacruceño, el encuentro más convocante y antiguo de la ciudad de Río Gallegos y de la Provincia de Santa Cruz en sí, alimentado a su vez, por la supremacía de ambos clubes en el historial de la Liga.

## Historia

### Los comienzos
El club se funda el 17 de diciembre de 1925, cuando un grupo de integrantes del Club Olimpia resolvió formar un club que los representara en la Asociación de Fútbol local. El primer presidente fue Enrique Prado. (1925-1926/1932)[cita requerida]
El primer edificio de Hispano se encontraba en avenida Roca 980. Tras un incendio el club se trasladó temporalmente a la Casa España, hasta recalar en la esquina de Alcorta y Chacabuco. En 1946 se unen a la sede que poseía la Asociación Italiana en la calle Alberdi 128 y así pasaron a ocupar la actual sede, inaugurándola el 2 de noviembre de 1946, a poco más de 21 años de la fundación del club. En dicho lugar se construyó una cancha de básquetbol de cemento en el patio trasero, con la idea de techarla algún día.[cita requerida]
El trabajo y la constancia hicieron que sea inaugurado el gimnasio techado “Tito Wilson” el 21 de diciembre de 1962. Posee una tribuna sobre uno de sus laterales y en él se han realizado actividades deportivas, principalmente el básquet, y actividades sociales como jornadas y actos de diversas instituciones sociales y políticas. Junto al estadio "Tito Wilson", se encuentra el gimnasio alternativo “Fernando Casal”, que lleva el nombre de otro exdeportista del club que además fue presidente y en su gestión se comenzó a construir el Complejo Natatorio. Dicho gimnasio tiene piso flotante y las comodidades propias para distintas disciplinas.[cita requerida]
Con la ayuda del gobierno y de muchos socios comenzó la obra del Complejo Natatorio “Wenceslao Peisci”, aledaño a la cancha de fútbol, que fue inaugurado el 28 de mayo de 1978. El nombre es en homenaje a otro exdeportista del club, un exfutbolista, devenido en abogado y quien fuera en dos ocasiones presidente de la institución. El Complejo está ubicado entre las calles Mitre y Piedra Buena, y en él se hacen diversas actividades, cuenta con salas de karate, gimnasio de musculación, salón de usos múltiples (SUM), Acqua gym, ritmos, salsa, tango, folklore, una confitería, sala de reuniones, oficinas, body combat, power pull, yoga etc.[cita requerida]

### Comienzo del baloncesto a nivel nacional
El equipo fue uno de los 55 equipos integrantes de la primera temporada del Torneo Federal, la 2011-2012. Integró la División Patagonia junto con siete equipos, división de la Conferencia Sur. Tras terminar primero en su conferencia con 23 victorias y 5 derrotas, y superar el cuadrangular final por «goal average», cayó en play-offs ante Instituto de Córdoba 2 a 1. Tras ganar el primer encuentro en casa, cayó en los dos restantes en Córdoba y terminó su participación.
En su segunda temporada, la 2012-2013, el equipo superó puntero la División y la Conferencia Patagónica, accediendo de forma directa a los cuartos de final de conferencia con una marca de 17 victorias y 5 derrotas. En dicha instancia, superó a Pérfora de Plaza Huincul 2 a 1, en semifinales de conferencia superó a Estudiantes de Olavarría 2 a 1, y en la final cayó ante Barrio Parque de Córdoba 3 a 1, perdiendo uno de los dos juegos que disputó como local. Sin embargo, accedió al repechaje para el segundo ascenso, donde nuevamente fue derrotado, esta vez, por Regatas de Concepción del Uruguay en cinco juegos, siendo el último en el Estadio de Boxing Club, donde Hispano hizo de local.
En la temporada 2013-2014, ya con Bernardo Murphy como entrenador, el equipo supera la fase regular nuevamente como el mejor de su zona, alcanzando la marca de 21 victorias y 7 derrotas. En cuartos de final regional se enfrentó a Pérfora de Plaza Huincul, al cual nuevamente eliminó ganando la serie 2 a 1. En la siguiente etapa, eliminó a Tiro Federal de Morteros 3 a 0. En la final se enfrentó con Estudiantes de Olavarría, equipo que contó con la ventaja de cancha. Tras perder los dos primeros juegos en la provincia de Buenos Aires, Hispano ganó el tercero, jugado como local en el Estadio de Boxing Club, pero cayó en el cuarto y accedió al repechaje por el segundo ascenso. El repechaje comenzó con Hispano jugando ante Atlético Rosario Tala, al cual venció ganando los dos primeros juegos en Río Gallegos y el cuarto jugado en Rosario del Tala, Entre Ríos. En la final por el segundo ascenso se enfrentó con Regatas de Concepción del Uruguay, equipo que lo había eliminado en una fase similar la pasada temporada. Tras ganar Hispano el primer encuentro, como visitante, y caer en el segundo, la serie se trasladó a Río Gallegos, donde en el estadio de Boxing Club, Hispano logró ganar los dos siguientes partidos y así ascender al Torneo Nacional de Ascenso.

### Temporadas en el TNA
Hispano comenzó su andar por la segunda división en la temporada 2014-15. Tras renovar contrato con el entrenador Bernardo Murphy, el club comenzó el armado de su plantel. Entre los jugadores, el equipo renovó contrato con Gastón Morales, Martín Miner y Emanuel López Cerdan, y contrató a Sebastián Acosta y Gonzalo Torres, entre otros. En la primera fase integró la División Patagonia, donde logró 3 victorias y 9 derrotas, mientras que en la fase de conferencia mejoró su actuación, logrando 13 victorias y 9 derrotas y ubicándose quinto, un puesto por debajo del acceso a cuartos de final y como el mejor equipo para la reclasificación. La reclasificación fue ante Anzorena de Mendoza, al cual superó 2 a 1 y accedió a cuartos de final de conferencia, donde fue eliminado por Estudiantes de Olavarría en cinco partidos.
En la temporada 2015-16 el equipo integró la división sur dentro de la conferencia sur. Tras jugar los doce partidos de conferencia, el equipo finalizó segundo, y en la división finalizó tercero, accediendo a los cuartos de final de manera directa. Antes del comienzo de los play-offs, se lesionó Gastón Morales, y el equipo debió buscar un reemplazante. En los cuartos de final de conferencia, Hispano eliminó a Atenas de Carmen de Patagones en tres juegos, y luego se enfrentó con Deportivo Viedma, segundo mejor equipo de la conferencia. Tras ganar dos juegos en Río Negro y le restante en el «Tito Wilson», el celeste accedió a la final de la conferencia ante Platense, mejor equipo de la conferencia y, nuevamente con desventaja de localía, el equipo venció en tres juegos, consagrándose campeón de la conferencia y accediendo a la final nacional ante el campeón de la conferencia norte Barrio Parque de Córdoba. Como Hispano terminó con mejor ubicación en su conferencia que Barrio Parque, jugó la serie con ventaja de localía. El primer partido lo ganó Barrio Parque, y el segundo Hispano, el tercero también fue para el celeste y el cuarto para el local, Barrio Parque, llegando la serie a cinco partidos. El último y definitivo encuentro se jugó en un «Tito Wilson» colmado, donde el celeste se impuso y logró el título del torneo y el ascenso.

Estoy muy contento. Significa muchísimo para todos. El equipo fue tremendo lo que hizo durante toda la serie, con mucha intensidad. Contra un rival tremendo, que le da más valor todavía. Los dos nos habíamos dominado defensivamente en la serie, y el que pudiera salir un poquito de eso iba a tener una ventaja.
Bernardo Murphy, director técnico del equipo campeón.

Es el día más feliz de mi vida. Acá vine a disfrutar, y vine a ganar. Me saco el sombrero con este grupo de amigos que me hicieron salir campeón. No encuentro palabras, tengo una sensación por adentro que no se paga con nada. Se me dio.
Sebastián Mignani, jugador del equipo.

### Liga Nacional
Si bien se dudó de su participación por los altos costos de traslados, desde el entorno del club siempre se aseguró la participación del club en la Liga Nacional de Básquet 2016-17. En julio de 2016, Martín López, dirigente de la institución informó mediante el transcurso de una nota radial la posibilidad de disputar la máxima categoría y como el haber terminado el TNA tarde acotó los tiempos del armado del plantel. A fines de julio se hizo oficial su participación en la máxima categoría. Previo a eso, comenzó el armado del plantel con la renovación de contrato para Sebastián Mignani y Gonzalo Torres, ambos jugadores, y para el entrenador Bernardo Murphy.

Estamos esperando resolver algunos temas con sponsors, pero ya confirmamos la participación en La Liga. Ya le anunciamos a la AdC la participación. Confirmamos a Bernardo Murphy como entrenador y estamos trabajando en la conformación del plantel, queremos confirmar la base para terminar de armar el resto del equipo.
Martín López, integrante de la subcomisión de básquet.

El equipo incorporó a cinco jugadores, Jonatan Treise, proveniente de Boca Juniors y con experiencia en La Liga, Matías Bernardini, menor de 23 años proveniente de La Unión de Colón, y a los estadounidenses Cedric McGowan, de Trouville de Uruguay, a Jarred Shaw proveniente de los Santa Cruz Warriors, de la D-League, y a Kyle Austin que había jugado la anterior temporada en el Assigenco Piacenza de la Serie 2 de Italia. Además renovó con Fernando Gutman, Bruno Oprandi, Gastón Morales y los juveniles Diego Koch y Matiás Velázquez.
En la pretemporada el equipo disputó dos amistosos ante Gimnasia de Comodoro Rivadavia en la ciudad chubutense en los cuales cosechó una victoria y una derrota.
A mediados de la temporada regular el entrenador principal del equipo, Bernardo Murphy, fue desvinculado de la institución por los bajos resultados deportivos. En la fecha en la que fue echado el equipo llevaba 11 victorias y 27 derrotas, ocupaba la última posición y quedaban 18 partidos por disputar. Tras disputarse un partido bajo la dirección técnica de Esteban Gatti, ayudante de Murphy, llegó al club Adrián Capelli.
En mayo de 2017 aseguró su permanencia en la máxima categoría a falta de tres encuentros ya que con quien peleaba la permanencia, Boca Juniors, perdió un partido y matemáticamente no podía alcanzarlo.
Para la temporada 2017-18, donde el equipo afrontó La Liga y el novedoso Torneo Súper 20 se contrató a Marcelo Richotti como entrenador principal del equipo. En esa temporada Hispano alcanzó octavos de final en el Súper 20, mientras que en La Liga terminó decimoprimero, con marca 16-22. En octavos de final quedó eliminado tras perder la serie 3 a 1 ante La Unión de Formosa.
En la temporada 2018-2019, también con Richotti como entrenador, quedó eliminado en octavos de final del Súper 20 y en La Liga terminó 15-23, quedándose con el último cupo para play-offs. En la postemporada quedó eliminado por San Lorenzo.
En 2019 Richotti dejó el cargo de entrenador principal del equipo y fue contratado Javier Bianchelli. En la temporada 2019-2020 a falta de un juego para terminar el Súper 20 de ese año, Hispano cambió su localía, dejando el Boxing Club y trasladándose al Gimnasio Municipal Juan Bautista Rocha, con capacidad para 500 espectadores, iluminación led, suelo de parqué renovado para la ocasión, vestuarios adaptados a las exigencias de máxima división y tribunas rebatibles.

## Instalaciones

### Estadio Tito Wilson
El pabellón principal del club es el Estadio Tito Wilson, estadio cubierto que se encuentra en la calle Alberdi n.° 128. En ese recinto, el equipo ha disputado todos los partidos por torneos federales salvo cuando disputó las semifinales y finales del Torneo Federal de Básquetbol en 2013 y 2014, disputadas en Boxing Club.
Con una capacidad que alberga 600 personas, el Gimnasio “Tito Wilson” es patrimonio importante para el club. En él se han realizado desde las actividades deportivas, dónde se destaca principalmente el básquet, hasta las jornadas y actos de diversas instituciones sociales y políticas. Un lugar con mucha historia. El estadio lleva el nombre de una gloria deportiva del club. Fue inaugurado en 1921.[cita requerida]

### Otras instalaciones
- Gimnasio alternativo "Fernando Casal" : Más moderno que el estadio principal, el gimnasio alternativo “Fernando Casal” lleva el nombre de otra gloria celeste, destacado en fútbol. Además fue presidente de la institución, en su gestión se comenzó a construir el Complejo Natatorio. Dicho gimnasio tiene piso flotante y con las comodidades propias que posee un espacio cerrado para abrazar distintas disciplinas.[cita requerida]

- Estadio de fútbol: Esta cancha contó con una tribuna de construcción inglesa que un temporal a fines de los años 80 la derrumbó. Desde el año 2016 el estadio de Hispano luce césped sintético.[cita requerida]

- Natatorio cubierto "Wenceslao Peisci" El complejo natatorio lleva el nombre en homenaje a otro exdeportista del club. Posteriormente fue en dos ocasiones presidente de la institución. El complejo está ubicado entre las calles Mitre y Piedra Buena. Actualmente también se albergan otras actividades.[cita requerida]

- Camping "Río Chico" A diez minutos del centro de la ciudad se encuentra la chacra que posee el club en Río Chico. Cuenta con un quincho con parrillas, una cancha de fútbol y una de rugby.[cita requerida]

## Datos del club
| Básquet - Temporadas en primera división: 1 (desde 2016-17) - Mejor puesto en la liga: 9.º en conferencia sur, 17.º en tabla general. - Temporadas en segunda división: 2 (2014-15 y 2015-16) - Mejor puesto en la liga: campeón (2015-16) - Peor puesto en la liga: eliminado en cuartos de conferencia (2014-15) - Temporadas en tercera división: 3 (2011-12 a 2013-14) - Mejor puesto en la liga: semifinalista, logró el segundo ascenso (2013-14) - Temporadas en copas nacionales - En Torneo Súper 20: 1 - Mejor puesto: 3.º del grupo, eliminado en la octavos de final. | Fútbol - Temporadas en el Torneo Regional: 1 (1975) - Mejor posición: Primera fase - Temporadas en el Torneo Federal C: 1 (2018) - Mejor posición: Finalista. |

## Jugadores
| Equipo del Federal 1990 - Gastón Morales - Martín Miner - Mario Sepúlveda - Gustavo Bianco - Fernando Gutman - Emanuel López Cerdan - Pablo González - Claudio Aguilar - Damián Soules | Equipo campeón del TNA 2015-16 - Bruno Oprandi - Sebastián Mignani - Pablo Fernández - Terry Martin - Fernando Gutman - Carlos Paredes - Gonzalo Torres - Gastón Morales |  |

## Entrenadores
- José Luis García (1952-1968)
- Leonardo Roquel (2011-2013)
- Bernardo Murphy (2013-2017)
- Adrián Capelli (2017)
- Marcelo Richotti (2017-2019)
- Javier Bianchelli (desde 2019)
- Ignacio "Chona" Rodríguez Suárez (2021-2024)
- Maximiliano "Hacha" Perez (2025-2030)

## Otros deportes
Fútbol
Hispano es uno de los equipos afiliados a la Liga de Fútbol Sur de Santa Cruz y en ella ha conseguido ocho títulos. A nivel federal ha participado en el Torneo Regional 1975, donde no avanzó de la primera eliminatoria, donde se enfrentó a Talleres de Caleta Olivia. La más reciente participación en el fútbol federal fue el Torneo Federal C 2018, donde integró la zona 2 de la subregión sur de la región patagónica. En ese grupo que compartió con Argentinos del Sur (El Calafate), Ferrocarril YCF (Río Gallegos) y La Academia (28 de Noviembre) logró cuatro victorias, un empate y una caída y avanzó de ronda, donde se emparejó con Bernardo O'Higgins (Río Grande). El primer encuentro fue en Tierra del Fuego y allí ganó el local 1 a 0, sin embargo, en Río Gallegos el celeste ganó 2 a 0 y avanzó a semifinales, donde jugó nuevamente con Argentinos del Sur, y tras empatar 3 a 3 como visitante, ganó 1 a 0 como local y accedió a la final, donde se emparejó con Unión San Martín Azcuénaga de Comodoro Rivadavia. Como local perdió 1 a 0 y en su visita a Chubut cayó 4 a 0 y quedó eliminado del torneo como finalista.
Natación
La natación es una disciplina importante en el club. Con su avance y los excelentes resultados conseguidos por los nadadores en las distintas competencias regionales y nacionales se consolidó como una de las principales disciplinas del club. En estos últimos años se logró que la Provincia de Santa Cruz cuente con nadadores federados, algunos pertenecientes al club. En 2008 se formó la Federación Santacruceña de Natación y Deportes Acuáticos de la cual el club es miembro. En 2007 consiguió la Copa Challenger del Circuito Patagónico de Natación.[cita requerida]

## Palmarés

### Básquet
- Campeón del Torneo Nacional de Ascenso 2015-16
- Ganador del segundo ascenso en el Torneo Federal de Básquetbol 2013-14.

### Fútbol
Campeonatos nacionales
- Finalista del Torneo Federal C 2018 en la subregión sur de la región patagónica. No logró el ascenso.

Campeonatos locales
- Liga de Fútbol Sur de Santa Cruz (8): 1957-58, 1958-59, 1959-60, 1962-63, 1965-66, 1966-67, 1972-73 y 1973-74.